# Latah (Washington)
Latah es un pueblo ubicado en el condado de Spokane en el estado estadounidense de Washington. En el año 2000 tenía una población de 151 habitantes y una densidad poblacional de 174,5 personas por km².

## Geografía
Latah se encuentra ubicada en las coordenadas 47°16′54″N 117°9′24″O / 47.28167, -117.15667.

## Demografía
Según la Oficina del Censo en 2000 los ingresos medios por hogar en la localidad eran de $40.417, y los ingresos medios por familia eran $43.750. Los hombres tenían unos ingresos medios de $41.500 frente a los $21.563 para las mujeres. La renta per cápita para la localidad era de $16.823. Alrededor del 13,2% de la población estaban por debajo del umbral de pobreza.